# Matthias Legley
Matthias Legley (Waregem, 15 de janeiro de 1991), é um ciclista belga que foi profissional em 2016 e 2018.

## Palmarés
- 2016
  - 1 etapa da Volta à Tunísia

- 2017
  - 1 etapa do Tour da Costa do Marfim
  - Volta à Tunísia
  - 2 etapas do Tour do Senegal
  - 1 etapa do Tour dos Camarões